# David Aubrey Scott
Sir David Aubrey Scott, GCMG (* 3. August 1919; † 27. Dezember 2010) war ein britischer Diplomat und Wirtschaftsmanager, der unter anderem zwischen 1967 und 1970 Hochkommissar in Uganda sowie von 1973 bis 1975 Hochkommissar in Neuseeland und zeitgleich in Personalunion Gouverneur der Pitcairninseln war. Nachdem er zwischen 1976 und 1979 Botschafter in Südafrika fungierte, war er als Wirtschaftsmanager tätig.

## Leben
David Aubrey Scott absolvierte nach dem Besuch der renommierten 1611 gegründeten Charterhouse School ein Studium der Montanwissenschaften an der University of Birmingham und nahm als Angehöriger der Royal Artillery am Zweiten Weltkrieg teil. Nach Kriegsende wechselte er ins Ministerium für Beziehungen zum Commonwealth of Nations (Commonwealth Relations Office) und fand zahlreiche Verwendungen im Ministerium sowie den Auslandsvertretungen. Nachdem er zwischen 1959 und 1961 Leiter des Referats Zentralafrika im Commonwealth-Ministerium war, fungierte er zwischen 1961 und 1963 zunächst als stellvertretender Hochkommissar in der damaligen Föderation von Rhodesien und Njassaland sowie nach dem Besuch des Imperial Defence College (IDC) in London von 1965 bis 1967 als stellvertretender Hochkommissar in Indien.
Als Nachfolger von Roland Hunt übernahm Scott 1967 den Posten als Hochkommissar in Uganda und verblieb auf diesem Posten in Kampala bis zu seiner Ablösung durch Richard Mercer Keene Slater 1970. Daraufhin fungierte er von 1970 bis 1972 als Assistierender Unterstaatssekretär für abhängige Gebiete im Ministerium für Auswärtiges und Commonwealth-Angelegenheiten (Foreign and Commonwealth Office), welches 1968 durch die Zusammenlegung des Außenministeriums (Foreign Office) und dem Commonwealth Relations Office entstanden war. 1973 wurde er als Nachfolger von Sir Arthur Galsworthy Hochkommissar in Neuseeland und bekleidete dieses Amt bis 1975, woraufhin Harold Smedley ihn ablöste. Zeitgleich war er zwischen Januar 1973 und Januar 1975 in Personalunion Gouverneur der Pitcairninseln. Für seine Verdienste wurde er am 1. Januar 1974 als Knight Commander des Order of St Michael and St George (KCMG) nobilitiert, wodurch er fortan den Namenszusatz „Sir“ führte.
1976 übernahm Sir David Scott den Posten als Botschafter in Südafrika und löste dort Sir James Bottomley ab. Das diplomatische Amt in Pretoria behielt er bis 1979 und wurde danach von Sir John Leahy abgelöst. Am 30. Dezember 1978 wurde er des Weiteren Knight Grand Cross des Order of St Michael and St George (GCMG). Nach seinem Ausscheiden aus dem diplomatischen Dienst war er unter anderem Wirtschaftsmanager bei verschiedenen Unternehmen wie von 1979 bis 1985 als Direktor der Großbank Barclays. 1982 erhielt er die Ehrenbürgerschaft (Freedom of the City) von London und wurde 1983 Mitglied der dortigen Gilde der Schiffbauer (Worshipful Company of Shipwrights).
Aus seiner 1941 geschlossenen Ehe mit Vera Ibbitson († 2010) gingen Diana Susan Scott (* 1942), Ehefrau des Beamten und Schriftstellers Sir James Brian Unwin (* 1935), der Unternehmer Sir Robert David Hillyer Scott (* 1944), sowie der Lehrer und Chorleiter Andrew Scott (* 1953) hervor.

## Veröffentlichungen
- Ambassador in Black and White, 1981
- Window into Downing Street, 2003